# CHAIN
CHAIN是KAT-TUN第六張專輯。於2012年2月22日在日本發行，台灣方面在2012年3月9日由愛貝克思發行。

## 概要
- 自上張專輯「NO MORE PAIИ」的發行，睽違約一年八個月。
- 是赤西仁退團後首張專輯。
- 分為初回限定盤與通常盤。初回限定盤包含CD加DVD並內附36頁歌詞本，通常盤為單CD，CD內容與初回限定盤相同。

## 收錄曲

### CD
1. LOCK ON
  - 作詞：Sean-D、作曲・編曲：Albi Albertsson
2. ONE DAY
  - 作詞：Sean-D、作曲・編曲：JUNKOO / ROCK STONE
  - Suzuki Solio 電視廣告曲
3. BIRTH
  - 作詞：Sean-D、作曲：Janne Hyöty / DAICHI / Paul Oxley、編曲：Billy Marx Jr.
  - 日本電視台戲劇妖怪人間貝姆主題曲
4. ULTIMATE WHEELS
  - 作詞：Laika Leon / Jane Doe、作曲：Andreas Johansson / Anderz Wrethov、編曲：Billy Marx Jr. / Yukihide "YT" Takiyama
  - Suzuki 新型Solio 電視廣告曲
5. FINALE - 田口淳之介
  - 作詞・作曲：Junnosuke Taguchi / NAO、編曲：NAO
6. STEP BY STEP - 中丸雄一
  - 作詞：JamMush、作曲：Andreas Johansson / Karol"Kase"Cholopecki、編曲：Andreas Johansson / Eiji Kawai
7. RUN FOR YOU
  - 作詞：Sean-D、作曲：GOOD COP / SWE-LO、編曲：18degrees.（Ken Arai） / SWE-LO / GOOD COP
  - Suzuki 新型Solio 電視廣告曲
8. 一如往日
  - 作詞：miwa*、Rap詞：JOKER、作曲：Masaya Wada（RzC）、編曲：Billy Marx Jr.
9. 永遠 - 龜梨和也
  - 作詞：t-oga、作曲：Hiroshi Okazaki / t-oga、編曲：Hiroshi Okazaki
10. SMILE FOR YOU
  - 作詞：Yuichi Yagi / ECO、作曲：Yuichi Yagi、編曲：Go Fisher Sato
  - 手機遊戲網站「entag！」電視廣告曲
11. 朦朧指梢
  - 作詞：Mika Watanabe、作曲：Ryosuke "Dr.R" Sakai、編曲：Billy Marx Jr.
12. 〜again - 上田龍也
  - 作詞：MOUSE PEACE "Tatsuya"、作曲：MOUSE PEACE "Masami"、編曲：Tomoki Kikuya
13. CHANGE UR WORLD
  - 作詞：Laika Leon / ECO、Rap詞：JOKER、作曲：Andreas Johansson / Anderz Wrethov、編曲：Andreas Johansson / JUNYT
  - 日本電視台系列 「Going! & Sports & News」主題曲
14. DANGEROUS CAT 〜MAKE ME WET〜 - 田中聖
  - 作詞：JOKER、作曲・編曲：Keichi Kondo
15. 天橋
  - 作詞：KOUDAI IWATSUBO / ECO、作曲・編曲：KOUDAI IWATSUBO
16. WHITE
  - 作詞：ECO、Rap詞：JOKER、作曲：Shusui / DAICHI、編曲：pinkcastar
  - 「Sofina 大人的美白」廣告曲
17. SOLDIER
  - 作詞：Laika Leon、作曲：King of slick / Albi Albertsson / Kirstine Lind、編曲：King of slick

### DVD（初回限定盤）
1. LOCK ON（音樂錄影帶+拍攝花絮）
2. 特別影像